# Нефтегазосепаратор
Нефтегазосепаратор (НГС) — горизонтальный сепаратор, гравитационного типа, предназначенный для первичной дегазации нефти и раздельного вывода нефти и газа.
Применяется НГС в качестве буферной ёмкости гасящей пульсацию потока нефти и для первоначального разделения нефтяной эмульсии в процессе добычи и удаления из неё попутного газа. Сепаратор нефтегазовый также обеспечивает очистку нефтепродуктов от парогазовой смеси последующих стадиях подготовки и переработки нефти.